# Hermantown
Hermantown és una població dels Estats Units a l'estat de Minnesota. Segons el cens del 2000 tenia 7.448 habitants.

## Demografia
Segons el cens del 2000, Hermantown tenia 7.448 habitants, 2.726 habitatges, i 2.077 famílies. La densitat de població era de 83,8 habitants per km².
Dels 2.726 habitatges en un 37,9% hi vivien nens de menys de 18 anys, en un 64,9% hi vivien parelles casades, en un 8,3% dones solteres, i en un 23,8% no eren unitats familiars. En el 19,8% dels habitatges hi vivien persones soles el 8,6% de les quals corresponia a persones de 65 anys o més que vivien soles. El nombre mitjà de persones vivint en cada habitatge era de 2,67 i el nombre mitjà de persones que vivien en cada família era de 3,08.
Per edats la població es repartia de la següent manera: un 27,1% tenia menys de 18 anys, un 7,1% entre 18 i 24, un 28,4% entre 25 i 44, un 23,8% de 45 a 60 i un 13,6% 65 anys o més.
L'edat mediana era de 38 anys. Per cada 100 dones de 18 o més anys hi havia 92,8 homes.
La renda mediana per habitatge era de 49.861 $ i la renda mediana per família de 55.632 $. Els homes tenien una renda mediana de 41.152 $ mentre que les dones 25.481 $. La renda per capita de la població era de 20.993 $. Entorn del 2,2% de les famílies i el 4,1% de la població estaven per davall del llindar de pobresa.

## Poblacions més properes
El següent diagrama mostra les poblacions més properes.